# املاک بریتانیا
املاک بریتانیا (انگلیسی: British Properties) یک منطقه مسکونی در وست ونکوور، بریتیش کلمبیا، کانادا است. منطقه ۴۰۰۰ هکتاری توسط شهرداری وست ونکوور به شرکت بریتانیایی املاک اقیانوس آرام در سال ۱۹۳۱ فروخته شد، که تا به امروز به توسعه زمین ادامه می‌دهد.
این توسعه با شروع تبدیل آهسته وست ونکوور از یک منطقه ساحلی به سبک استراحتگاه و تنها با دسترسی به کشتی، به یک جامعه حومه‌ای سرسبز با جاده‌ها، پارک‌ها و مراکز خرید گسترش پیدا کرده‌است.

## محدودیت‌های قومی
این محله به‌خاطر سیاست‌های سختگیرانه سفیدپوستی معروف بود. عناوین دارایی شامل میثاق‌هایی مانند ممنوعیت فروش به «هر شخص یا افراد با نژاد آفریقایی یا آسیایی یا آفریقایی‌تبار یا آسیایی‌تبار» یهودیان نیز همچنین مستثنی شده بودند. این ممنوعیت تا سال ۱۹۵۵ برقرار بود.
در سال ۱۹۷۸، بخش ۲۲۲ به قانون مالکیت زمین بریتیش کلمبیا معرفی شد که هر عهد و پیمانی که بر اساس جنسیت، نژاد، ملیت، اصل و نسب یا محل مبدأ تبعیض قائل می‌شود، را باطل می‌سازد.
این نوع بند نژادپرستانه در املاک بریتانیایی وست ونکوور و محله شاگنسی، ونکوور تا سال ۱۹۸۵ رایج بود سپس این استان قوانین را تغییر داد و بندهای نژادپرستانه را باطل اعلام کرد.
در دوران مدرن، جمعیت ساکن به دلیل ارزش دارایی و سایر عوامل جذب سرمایه‌گذاران آسیایی و بین‌المللی متنوع شده‌است. در نهایت، اولین کنیسه در غرب ونکوور در مقابل ورودی املاک بریتانیا ساخته شد. گفته می‌شود که ساکنان به همان اندازه که انگلیسی صحبت می‌کنند به زبان فارسی یا چینی ماندارین صحبت می‌کنند.